# Marc Goossens (pilote automobile)
Pour les articles homonymes, voir Marc Goossens.
Marc Goossens, né le 30 novembre 1969 à Lommel, est un pilote automobile belge.

## Palmarès
- Formule Ford
  - Champion de Grande-Bretagne de Formule Ford en 1991
  - Vainqueur du Formule Ford Festival en 1991

- Championnat de Grande-Bretagne de Formule 3
  - 3e du championnat 1993 avec 1 victoire

- Formule 3000
  - 3e des championnats 1995 et 1996
  - 3 victoires au total

- Super GT
  - Une victoire au Sportsland SUGO en 1997

- 24 Heures du Mans
  - 10 participations
  - 4e au général et 2e dans la catégorie LMP en 1997

- Belcar
  - Champion en 2005 avec 5 victoires et en 2011 avec 3 victoires
  - Un total de plus de dix victoires dans ce championnat
  - Vainqueur des 24 Heures de Zolder en 1997, 1998, 2005 et 2007

- Rolex Sports Car Series
  - Une victoire à Mexico en 2008

- Le Mans Series
  - Victoire dans la catégorie GTE Am aux 6 Heures du Castellet en 2012

## Résultats en Sprint Cup Series
| Année | Voiture      | Équipe                    | #  | Courses | Victoires | Poles | Top 5 | Top 10 | Gains    | Classement |
| ----- | ------------ | ------------------------- | -- | ------- | --------- | ----- | ----- | ------ | -------- | ---------- |
| 2006  | Ford Taurus  | Robert Yates Racing       | 90 | 1       | 0         | 0     | 0     | 0      | 57 537 $ | 75e        |
| 2007  | Toyota Camry | Riley D'Hondt Motorsports | 91 | 1       | 0         | 0     | 0     | 0      | 68 760 $ | 69e        |

## Résultats aux 24 Heures du Mans
| Année | Voiture                   | Équipe                            | Équipiers                            | Résultat |
| ----- | ------------------------- | --------------------------------- | ------------------------------------ | -------- |
| 1996  | Ferrari 333 SP            | Racing For Belgium / Team Scandia | Eric van de Poele / Eric Bachelart   | ABD.     |
| 1997  | Courage C41               | Courage Compétition               | Didier Cottaz / Jérôme Policand      | 4e       |
| 1998  | Courage C51               | Courage Compétition               | Didier Cottaz / Jean-Philippe Belloc | ABD.     |
| 1999  | Courage C52               | Nissan Motorsports                | Didier Cottaz / Fredrik Ekblom       | 8e       |
| 2000  | Cadillac Northstar LMP    | Team DAMS                         | Christophe Tinseau / Kristian Kolby  | ABD.     |
| 2001  | Cadillac Northstar LMP    | DAMS                              | Éric Bernard / Emmanuel Collard      | ABD.     |
| 2002  | Riley & Scott MkIIIC      | Riley & Scott Racing              | Jim Matthews / Didier Theys          | ABD.     |
| 2003  | Riley & Scott MkIIIC      | Riley & Scott Racing              | Jim Matthews / Christophe Tinseau    | ABD.     |
| 2008  | Creation CA07             | Creation Autosportif              | Stuart Hall / Johnny Mowlem          | 24e      |
| 2010  | Jaguar XKR GT2            | Jaguar Rocketsports Racing        | Paul Gentilozzi / Ryan Dalziel       | ABD.     |
| 2011  | Porsche 911 GT3 RSR (997) | Prospeed Competition              | Marco Holzer / Jaap Van Lagen        | 23e      |

## Distinctions
- Champion de Belgique des conducteurs, titre décerné par le Royal automobile Club de Belgique (RACB): 1995 et 1996.